# Кілдер Діґбі, 2-й барон Діґбі
Кілдер Діґбі, 2-й барон Діґбі (бл. 1627 — 11 липня 1661) — ірландський дворянин.
Кілдер був неповнолітнім, коли в 1642 році змінив свого батька, Роберта Діґбі, 1-го барона Діґбі. Після Реставрації Стюартів він був членом ірландської палати лордів у парламенті 1661 року і був призначений управителем округу Кінґс, як і його батько. Однак у липні він помер у Дубліні. Від дружини Мері (пом. 23 грудня 1692), дочки Роберта Ґардінера з Лондона, він мав чотирьох синів і трьох дочок: 
- Шановний Роберт Діґбі (22 квітня 1653 – 11 липня 1653)
- Шановна Елізабет Діґбі (померла молодою)
- Шановна Мері Діґбі (померла молодою)
- Роберт Діґбі, 3-й барон Діґбі (1654–1677)
- Саймон Діґбі, 4-й барон Діґбі (1657–1685)
- Вільям Дігбі, 5-й барон Дігбі (1661–1752)
- Шановна Летіс Діґбі, вийшла заміж за Чарльза Коутса з Вудкот-Голла

Він був похований у соборі Святого Патріка в Дубліні, а його вдова та діти згодом жили в маєтку Діґбі Колсгілл, Ворікшир, де вона поставила йому пам'ятник.